# Жарко Ракчевић
Жарко Ракчевић (Титоград, 21. март 1961) црногорски је политичар и привредник. Један је од оснивача и први предсједник (2015–2017) либералне политичке партије Уједињена реформска акција. Био је предсједник политичког савјета ове партије.
Рођен је 1961. године у Титограду (Подгорица) који је тада био део Федералне Народне Републике Југославије и похађао је гимназију „Слободан Шкеровић”. Матурирао је на Економском факултету Универзитета Црне Горе.
Један је од оснивача Социјалдемократске партије Црне Горе и предсједник од 1993. до 2002. године. Такође је обављао функцију потпредсједника владе Црне Горе од 2001. до 2003. године.
2021. године напустио је УРУ.